# Wieck (cratère)
Pour les articles homonymes, voir Wieck.
Wieck est le nom d'un cratère d'impact présent sur la surface de Vénus. 
Le cratère a ainsi été nommé par l'Union astronomique internationale en 1994 en hommage à la pianiste et compositrice allemande Clara Schumann, née Wieck.  
Son diamètre est de 20,2 km. Il se situe dans la région du quadrangle de Godiva (quadrangle V-60). 